# Dmytro Hordon

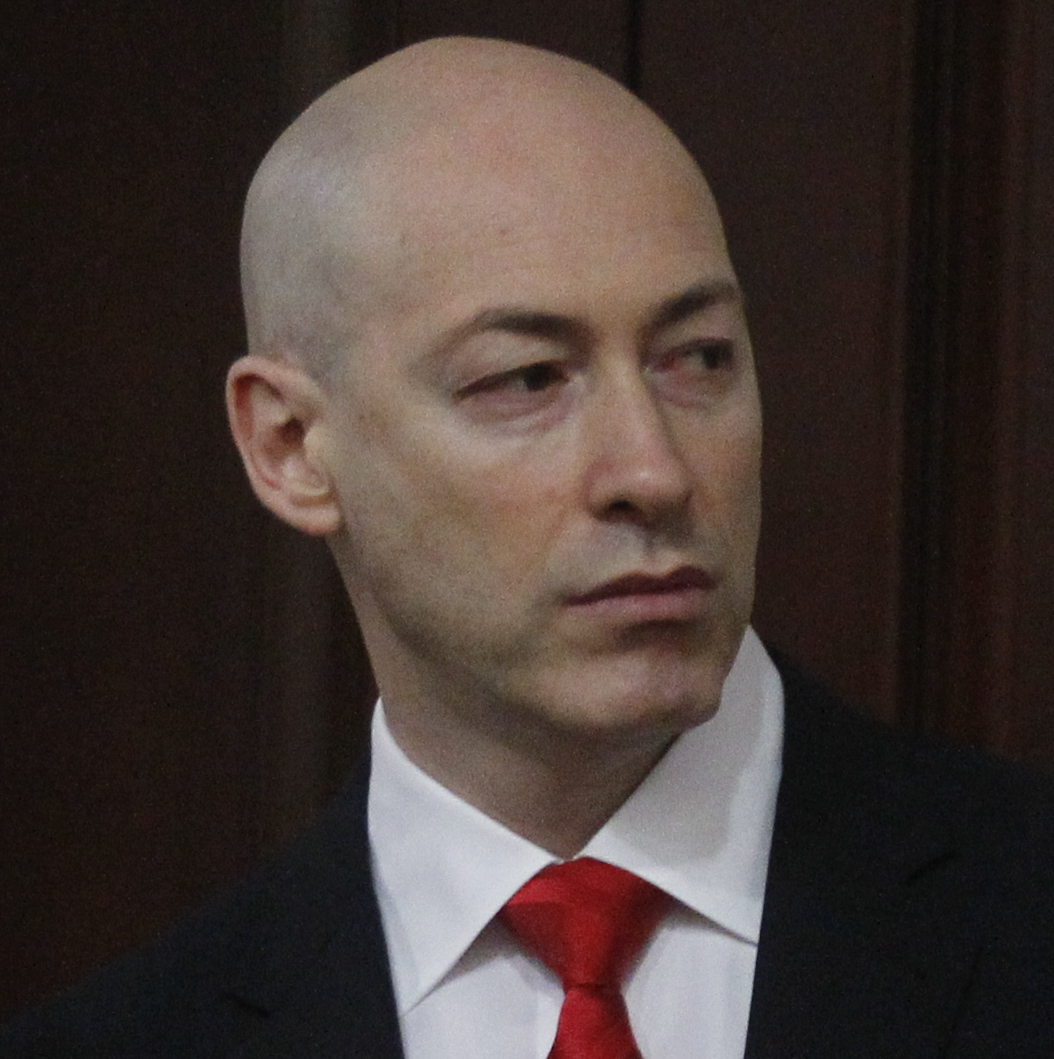
Dmytro Hordon

Dmytro Illitsch Hordon (ukrainisch Дмитро Ілліч Гордон; geboren am 21. Oktober 1967 in Kiew, Ukrainische SSR, Sowjetunion) ist ein ukrainischer Journalist und TV-Moderator.

## Werdegang
Ab 1983 besuchte Dmytro Hordon für fünf Jahre die Kiewer Nationale Universität für Bauwesen und Architektur, fühlte sich aber, nach eigenen Aussagen, für etwas ganz anderes bestimmt. Er diente zwei Jahre in der Sowjetarmee.
Noch während seines Studiums für Bauwesen und Architektur, versuchte er sich als Journalist. Sein erstes Interview für den Woroschilowgrader Zeitungsverlag „Molodogwardijez“, führte er mit Leonid Burjak, einem sowjetischen und ukrainischen Fußballspieler; das zweite – mit dem Fußballer Ihor Bjelanow für die Zeitung „Komsomolskoje snamja“. Immer mehr Artikel folgten, so in sowjet-ukrainischen Zeitungen wie Molod Ukrajini, Prawda Ukrajini oder Wetschernij Kiew.
Im Juni 1995 gründete Hordon seine eigene Tageszeitung unter dem Namen „Bulwar Gordona“ (seit 2019 ist Dmytro Hordon nicht mehr bei dieser Zeitung tätig).
1996 gründete er sein heute noch ausgestrahltes TV-Interview-Projekt „W gostjah u Dmitrija Gordona“, aus dem Russischen: „Zu Gast bei Dmitrij Hordon“, wo mittlerweile große Persönlichkeiten, Politiker, Aktivisten wie auch Künstler, zum Großteil aus dem postsowjetischen Raum zu Gast waren; zu nennen wären z. B. Michail Gorbatschow, Aljaksandr Lukaschenka, Boris Nemzow, Boris Beresowski, Wladimir Schirinowski, Lolita Miljawskaja, Walerija Nowodworskaja, Jewgeni Jewtuschenko oder auch Wolodymyr Selenskyj.
Sein gleichnamiger Youtube-Kanal erreicht ein Millionenpublikum.

## Privates
Hordon entstammt einer Familie jüdischer Herkunft; Vater Illia war Bauingenieur, Mutter Mina Wirtschaftsingenieurin. Hordon ist das einzige Kind des Paares.
Er ist mit der ukrainischen Journalistin Olessja Bazman verheiratet, die mit ihm zusammenarbeitet. Das Paar hat drei gemeinsame Kinder; vier weitere stammen aus Dmytro Hordons zwei früheren Ehen.